# Victor Garber
Victor Joseph Garber (London (Ontario), 16 maart 1949) is een Canadees acteur. Hij won onder meer een Satellite Award en werd zes keer genomineerd voor een Emmy Award (voor zijn rollen in Frasier, Alias en Will & Grace).

## Biografie
Garber was naar eigen zeggen vanaf zijn negende vastbesloten acteur te worden. In 1967 kwam hij in een band terecht, genaamd The Sugar Shoppe. Echt groot werden ze niet, maar ze traden wel op in shows zoals The Ed Sullivan Show en The Tonight Show.
Vanaf 1973 acteerde Garber en speelde hij in zowel Canadese als Amerikaanse films. Hij was daarnaast regelmatig te vinden op Broadway. Zijn doorbaak op televisie was dankzij zijn rol in de serie Alias, waarin hij CIA-agent Jack Bristow speelde.

## Filmografie

### Films
*Exclusief televisiefilms
- Relay (2024)
- Wish (2023) (stem)
- Self/less (2015)
- Food (2015)
- Sicario (2015)
- Big Game (2014)
- I'll Follow You Down (2013)
- Argo (2012)
- William and Caterine(2011)
- The Last Templar (2009)
- Milk (2008)
- Tuck Everlasting (2002)
- Home Room (2002)
- Call Me Claus (2001)
- Legally Blonde (2001)
- External Affairs (1999)
- How Stella Got Her Groove Back (1998)
- Titanic (1997)
- The Absolution of Anthony (1997)
- Marvin's Room (1996)
- The First Wives Club (1996)
- Jeffrey (1995)
- Kleptomania (1995)
- Mixed Nuts (1994, stem)
- Exotica (1994)
- Sleepless in Seattle (1993)
- Life with Mikey (1993)
- Light Sleeper (1992)
- I'll Never Get to Heaven (1992)
- Walking the Dog (1991)
- The Legendary Life of Ernest Hemingway (1988)
- Monkeys in the Attic (1974)
- Godspell: A Musical Based on the Gospel According to St. Matthew (1973)

### Televisieseries
*Exclusief gastoptredens
- The Orville (2 afleveringen, 2017 - heden)
- Legends of Tomorrow (... afleveringen, 2016 - heden)
- Eli Stone (... afleveringen, 2008 - ...)
- ReGenesis (3 afleveringen, 2007-08)
- Justice (14 afleveringen, 2006-07)
- Alias (105 afleveringen, 2001-06)
- Liberty! The American Revolution (6 afleveringen, 1997)
- E.N.G. (10 afleveringen, 1991-93)
- The Days and Nights of Molly Dodd (? afleveringen, 1987-88)
- The Guiding Light (? afleveringen, 1986)
- I Had Three Wives (5 afleveringen, 1985)
- The Flash (84 afleveringen, 2016)